# Glenoleon annulatus
Glenoleon annulatus is een insect uit de familie van de mierenleeuwen (Myrmeleontidae), die tot de orde netvleugeligen (Neuroptera) behoort. 
Glenoleon annulatus is voor het eerst wetenschappelijk beschreven door Esben-Petersen in 1918.